# Dema Kovalenko
Dema Kovalenko, właśc. Dmytro Hennadijowycz Kowałenko, ukr. Дмитро Геннадійович Коваленко (ur. 28 sierpnia 1977 roku w Kijowie) – ukraiński piłkarz, występujący na pozycji pomocnika. W listopadzie 2006 otrzymał amerykańskie obywatelstwo.

## Kariera piłkarska

### Kariera klubowa
Wychowanek Szkoły Piłkarskiej Dynama Kijów. W 1992 razem z innymi 6 młodymi wychowankami Dynama otrzymał propozycję zamieszkania i nauki w USA w mieście Rochester w stanie Nowy Jork. Potem kontynuował naukę w Uniwersytecie stanu Indiana. W 1998 pomógł studenckiej reprezentacji zdobyć mistrzostwo USA. Kowałenko był uznany za najlepszego piłkarza turnieju. W 1999 rozpoczął karierę piłkarską w Chicago Fire. Piłkarzem zainteresowali się skauci z Europy i w 2002 został wypożyczony do niemieckiego klubu FC St. Pauli, gdzie występował na pozycji obrońcy. Następnie powrócił do Ameryki, gdzie podpisał kontrakt z DC United. W 2006, mając nadzieje na powołanie do reprezentacji Ukrainy na Mistrzostwa Świata, przeniósł się na Ukrainę, gdzie został piłkarzem Metałurha Zaporoże, lecz trener Wjaczesław Hrozny tylko w dwóch meczach wypuścił piłkarza na boisko i Kowałenko postanowił wrócić do Stanów. Bronił barw klubów New York Red Bulls i Real Salt Lake. Na początku 2009 przeszedł do Los Angeles Galaxy. W grudniu 2010 został wystawiony przez klub na listę transferową, po czym zdecydował zakończyć karierę piłkarską z powodu złego stanu zdrowia.

## Sukcesy i odznaczenia

### Sukcesy klubowe
- mistrz MLS: 2004
- wicemistrz MLS: 2009
- zdobywca Pucharu USA: 2000